# 克里斯蒂娜城 (布达佩斯)

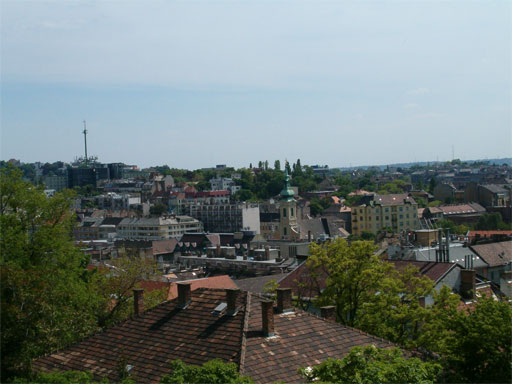

47°29′48″N 19°1′55″E / 47.49667°N 19.03194°E
克里斯蒂娜城（匈牙利語：Krisztinaváros）是布达佩斯中部的一个社区，位于城堡山以西，塔班（Tabán）以北。这个社区得名于玛丽亚·特蕾西亚之女玛丽亚·克里斯蒂娜公爵夫人，她推动了该区域的开发。克里斯蒂娜城的历史与邻近的塔班（Tabán）、太阳山（Naphegy）和盖勒特山（Gellérthegy）的历史密不可分。
克里斯蒂娜城的主要特色在于克里斯蒂娜广场（Krisztina tér）和城堡山隧道的入口。这里也是塔班电影院的所在地，现在是一个放映艺术电影和纪录片的小型电影院。塔班电影院其实并不在塔班，而是在克里斯蒂娜城。

## 景点

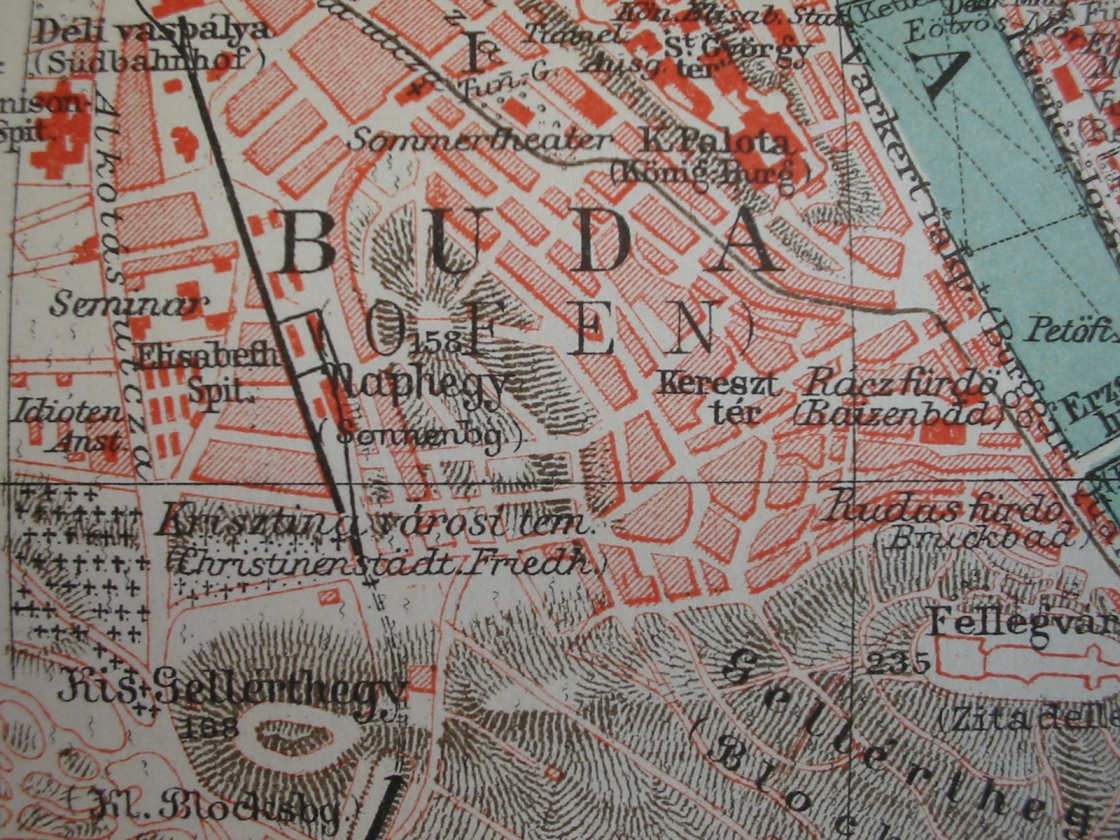
1905年老地图

- 雪地圣母堂，即克里斯蒂娜广场教堂（krisztinavárosi Havas Boldogasszony-plébániatemplom）
- 栗园（Gesztenyéskert），一个巨大的公园，种满了栗树，原为克里斯蒂娜城公墓
- 妈妈公园，Mom park, 有现代办公楼和诺富特酒店（Novotel Szálló）
- 费城咖啡馆（Philadelphia Kávéház）

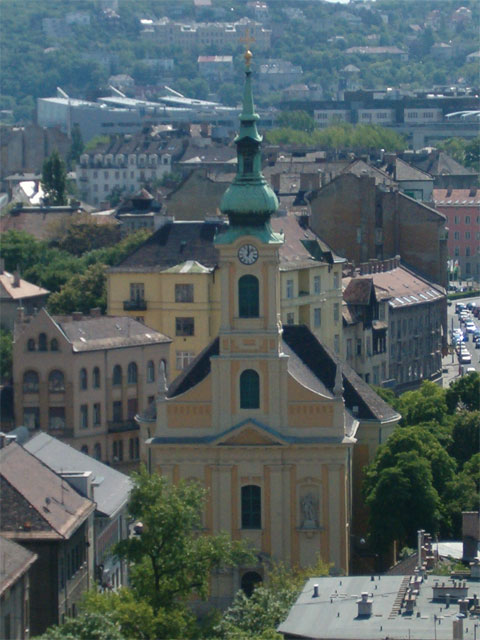
雪地圣母堂
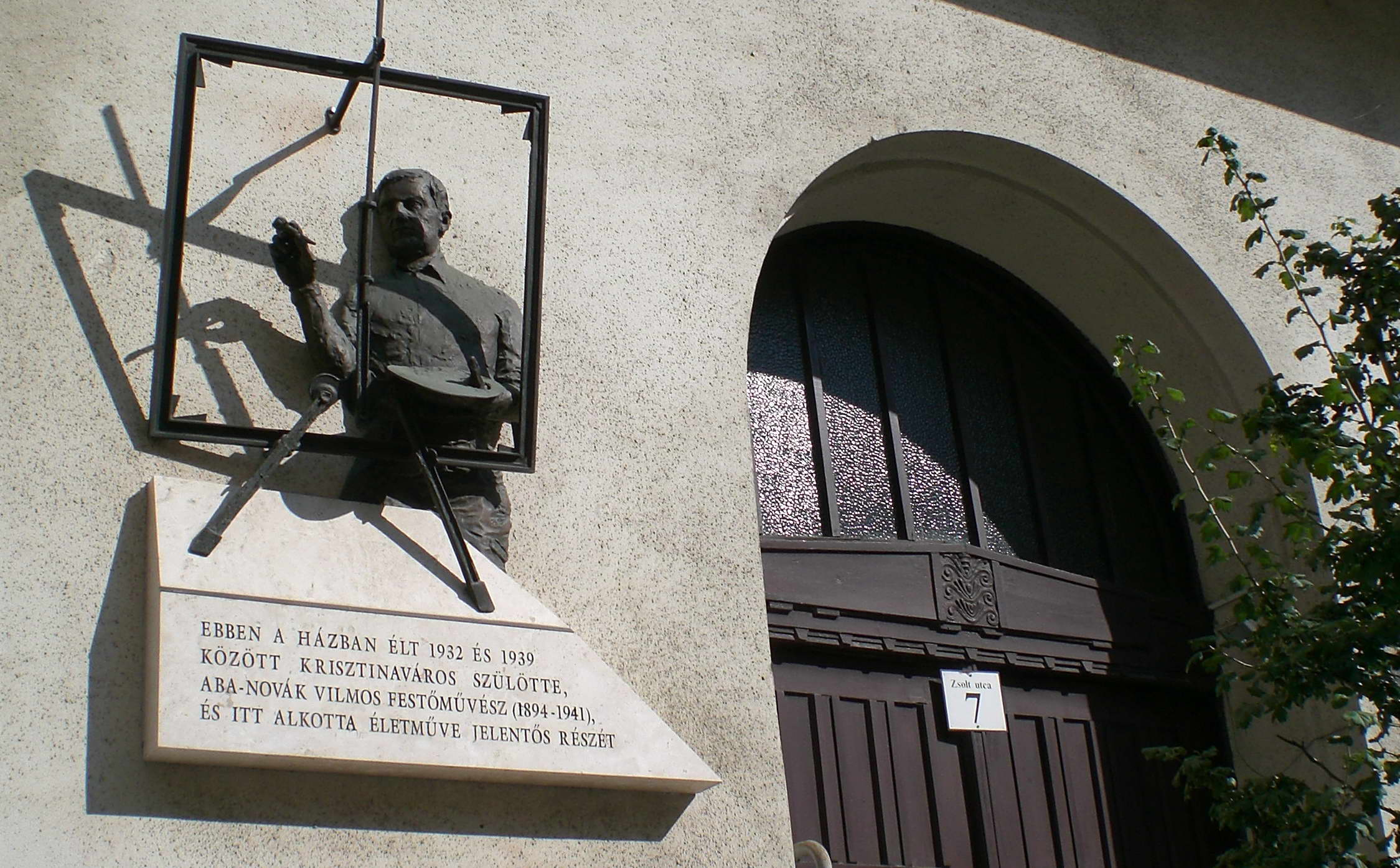
Vilmos Aba-Novák
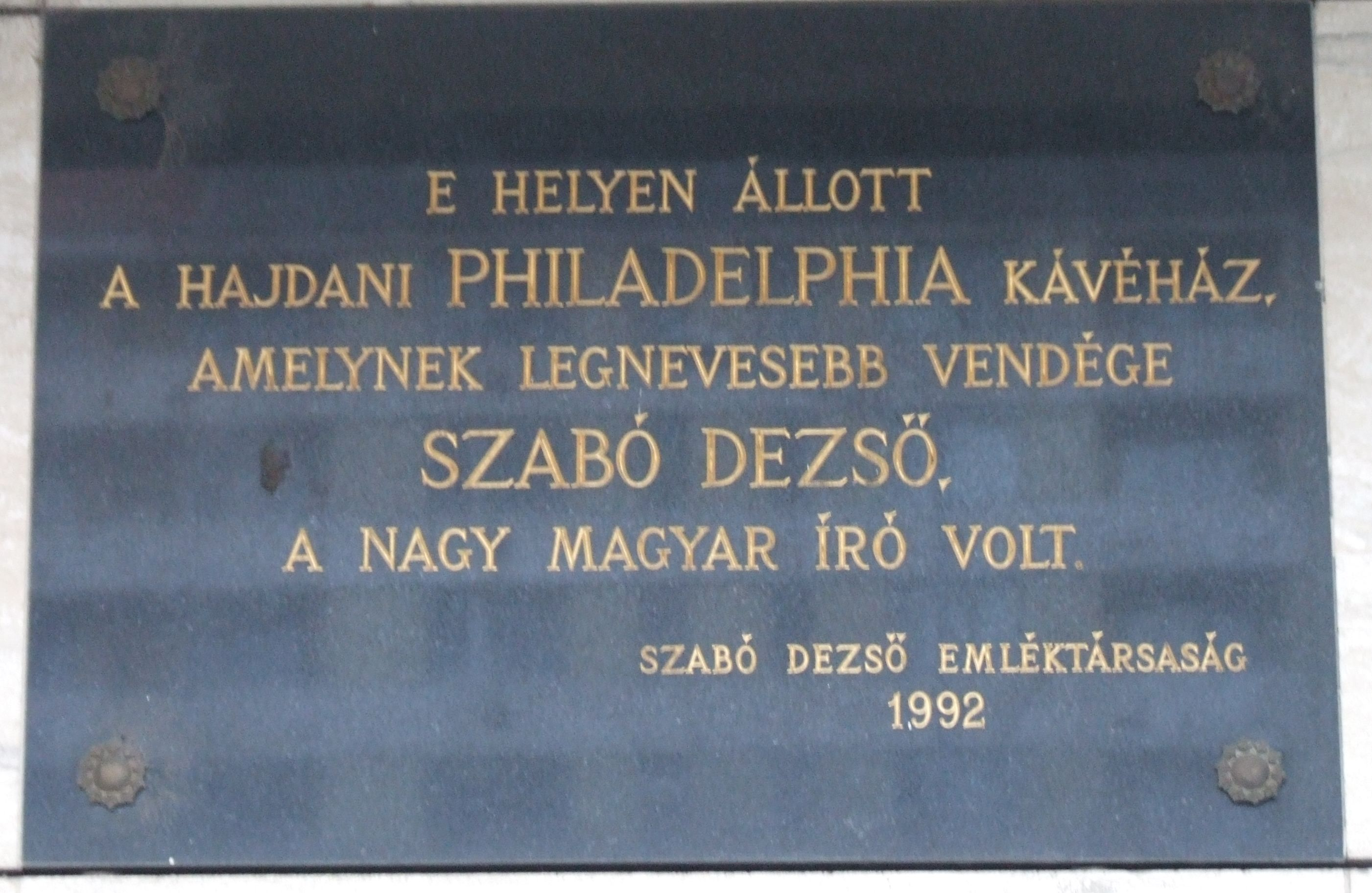
Dezső Szabó